# Clordecona
La clordecona, també coneguda com a kepona, és un insecticida carciogènic de la família del mirex emprat als Estats Units entre el 1966 i el 1975.
Químicament, la clordecona és una cetona policíclica clorada feta servir com a insecticida i fungicida amb fórmula molecular C10Cl10O. S'absorbeix ràpidament per la pell i les vies respiratòries. L'exposició a aquesta substància pot provocar problemes com tremolors, pèrdua de memòria o mals de cap. A més de l'increment del risc de patir càncer. El seu ús està prohibit en la major part dels països desenvolupats.
La clordecona és persistent al medi ambient i té un temps de vida mitjà d'uns trenta anys.